# オキシトシン
オキシトシン（英: Oxytocin, [ɒksɪˈtoʊsən], OXT）は、視床下部の室傍核と視索上核の神経分泌細胞で合成され、下垂体後葉から分泌されるホルモンであり、9個のアミノ酸からなるペプチドホルモンである (Cys-Tyr-Ile-Gln-Asn-Cys-Pro-Leu-Gly)。1906年にヘンリー・ハレット・デールによって発見され、1952年に分子構造が決定された。
注射剤は子宮収縮を目的として分娩時に用いられる。商品名はアトニン-Oだが、後発医薬品もある。オキシトシン経鼻薬は欧州で授乳促進の適応がある。鼻投与での自閉症の主症状の社交性の改善に対しては、有効性を示す研究が少なく不明瞭であると考えられている。

## 基本的特徴
2つのシステインとチロシン、イソロイシン、グルタミン、アスパラギンで大きな環を作っており、環の中の2つのシステインのそれぞれの硫黄原子がジスルフィド結合をし、1つのシステインから3つのアミノ酸（プロリン、ロイシン、グリシン）が分岐した構造を取っている。
同じく下垂体後葉ホルモンであるバソプレシンと構造が似ており、アミノ酸2つだけが違う。

## 作用
オキシトシンには末梢組織で働くホルモンとしての作用、中枢神経での神経伝達物質としての作用がある。
末梢組織では主に平滑筋の収縮に関与し、分娩時に子宮収縮させる。また乳腺の筋線維を収縮させて乳汁分泌を促すなどの働きを持つ。このため臨床では子宮収縮薬や陣痛促進剤をはじめとして、さまざまな医学的場面で使用されてきており、その歴史は長い。最初は女性に特有な機能に必須なホルモンとして発見されたが、その後、男性にも普遍的に存在することが判明している。また、視床下部の室傍核 (PVN) や視索上核 (SON) にあるニューロンから分泌され、下垂体後葉をはじめ様々な脳の部位に作用し機能を調節している。

## 分泌調節
オキシトシンの分泌調節はまだ未解明な点が多いが、エストロゲンによって分泌が増加され、オキシトシン受容体の発現を脳内で増加させることがわかっている 。
オキシトシンは分娩中の子宮頸部および子宮の伸長および母乳からの乳首の刺激に応答して分泌され、PVNやSONのニューロンでのオキシトシン合成量が、血液中へのオキシトシン放出と関係していると考えられている。
何らかの刺激によりオキシトシンが分泌されると、近隣や自己細胞のオキシトシン受容体を通じて、オキシトシン合成がさらに促進される。合成されたオキシトシンはさらに近隣細胞を刺激し、オキシトシン合成量は飛躍的に上がる。このポジティブフィードバックによりある一定の量が合成されると、やがて下垂体後葉にオキシトシンが分泌される。
末梢に放出されるオキシトシンは、神経伝達物質としてのオキシトシンと違いPVN、SONのニューロンでは分泌顆粒の中で前駆体として存在する。この前駆体が視床下部から下垂体後葉へと分泌されると酵素の作用により、オキシトシンになる。このオキシトシンは下垂体後葉に刺激が伝わったときに血液中に放出される。

## 受容体
オキシトシンの受容体は、Gタンパク質共役受容体でありGqタンパクと結合し、ホスホリパーゼCを活性化させる。バソプレシンとも強い親和性を持つ。中枢神経、子宮、乳腺のほか、腎臓、心臓、胸腺、膵臓、脂肪組織でも発現が確認されている。

## 注射剤
アトニン-Oが販売されている。
効能・効果
分娩誘発、微弱陣痛、弛緩出血、胎盤娩出前後、子宮復古不全、帝王切開術（胎児の娩出後）、流産、人工妊娠中絶。

## 臨床試験
オキシトシンは接種や分泌されることによって仲間意識などの情愛とそれに基づいたグループ集団を発生させるのと同時に、仲間意識による優遇とは相反した選別時の排除意識の発生や、仲間のグループに属していない外来者に対してグループに属する者を防護する反応、およびそれらに起因する敵対心、攻撃性と攻撃抑止を生み出すことが研究で示されている。
オキシトシンを鼻からの吸引によってヒトに投与する実験では、金銭取引において相手との信頼関係を強める影響があることが示されたことがある。
日本をはじめ世界のすべての国でオキシトシンを自閉症の治療に使用することは薬事法で認められていない。
2010年4月24日、金沢大学「子どものこころ発達研究センター」が知的障害のある自閉症の人々にオキシトシンを投与したところ自閉症患者の症状が改善したと発表した。2014年には東京大、金沢大、福井大、名古屋大の4大学で大規模な臨床試験が行われた。
しかし、2017年1月のシステマティックレビューでは、2015年6月までの12件のランダム化比較試験があり、社交的な認知機能への影響はあったが、また反復行動も含めて、偽薬に比較して統計的に有意な差ではなかった。2018年1月のシステマティックレビューで、2017年8月までの17件のランダム化比較試験があり、感情認識、共感への影響はあったが、社交的な認知機能も含めて偽薬に比較して統計的に有意な差ではなかった。